# Kardinalni broj
U matematici, kardinalni broj ono je što se obično naziva brojem elemenata skupa. U slučaju konačnog skupa njegov je kardinalni broj ili kardinalnost stoga prirodan broj. Kako bi se mogli opisati beskonačni skupovi, uvedeni su beskonačni kardinalni brojevi koji se često označuju hebrejskim slovom ℵ (alef) označen indeksom koji pokazuje njihov rang među beskonačnim kardinalima.
Kardinalnost je definirana u smislu bijektivnih funkcija. Dva skupa imaju istu kardinalnost ako, i samo ako, postoji korespondencija jedan na jedan (bijekcija) između elemenata tih dvaju skupova. U slučaju konačnih skupova slaže se s intuitivnim pojmom broja elemenata. Kod beskonačnih je skupova ponašanje složenije. Temeljni teorem Georga Cantora pokazuje da je moguće da beskonačni skupovi imaju različite kardinalnosti, a posebno da je kardinalnost skupa realnih brojeva veća od kardinaliteta skupa prirodnih brojeva. Također je moguće da ispravan podskup beskonačnoga skupa ima istu kardinalnost kao izvorni skup – nešto što se ne može dogoditi s ispravnim podskupovima konačnih skupova.
Postoji transfinitni niz kardinalnih brojeva:
{\displaystyle 0,1,2,3,\ldots ,n,\ldots ;\aleph _{0},\aleph _{1},\aleph _{2},\ldots ,\aleph _{\alpha },\ldots .\ }
Ovaj niz počinje prirodnim brojevima uključujući nulu (konačni kardinali) nakon kojih slijede brojevi alef. Alef brojevi indeksirani su ordinalnim brojevima. Ako je aksiom izbora istinit, ovaj transfinitni niz uključuje svaki kardinalni broj. Ako aksiom izbora nije istinit, postoje beskonačni kardinali koji nisu alef brojevi.
Kardinalnost se proučava sama za sebe kao dio teorije skupova. To je također alat koji se rabi u granama matematike uključujući teoriju modela, kombinatoriku, apstraktnu algebru i matematičku analizu. U teoriji kategorija kardinalni brojevi čine kostur kategorije skupova.